# Wacław Potocki
Wacław Potocki (* 1621 in Wola Łużańska; † 1696 in Łużna) war ein polnischer Schriftsteller des Barock.
Potocki entstammte einer unitarischen Adelsfamilie und wurde an einer unitarischen Schule in Raciborsko bei Krakau ausgebildet. Er führte das Leben eines Landadeligen, verwaltete die von seinem Vater ererbten Güter und übernahm zuweilen öffentliche Ämter, so als Mundschenk in Krakau. Nach dem Verbot des Unitarismus („Arianismus“) 1658 konvertierte er zum katholischen Glauben, während seine Familienangehörigen Unitarier blieben.
Das umfangreiche literarische Werk Potockis umfasst Romanzen, epische und lyrische Werke, Satiren und Epigramme. Neben Romanzen nach biblischen und antiken Motiven wie Judyta, Wirginia, Syloret und Lidia und Gedichtsammlungen wie Pieśni und Periody sind insbesondere sein auf Jakub Sobieskis Commentariorum Chotinensis belli libri tres beruhendes Epos Transakcyja wojny chocimskiej über die Schlacht Władysław IV. Wasas gegen die Türken 1621 in Chotyn und sein Spätwerk Moralia (basierend auf Erasmus von Rotterdams Adagia) zu nennen. Seinen Zeitgenossen waren nur Bruchteile seiner Werke bekannt, die großenteils erst im 19. und 20. Jahrhundert im Druck erschienen.